# 多數派政府
多數派政府（英語：Majority government）是指執政黨在國會中取得穩定絕對多數席次的政府型態，由於握有過半數議席，政府的法案和人事案顯少被否決，因此又稱有效多數（英語：Working majority）。同時政策容易獲得國會支持，一般施政效率較高，較不容易發生被提出不信任动议的情況，所以又稱完全執政、全面執政。相反地，多數派政府也時常面臨一黨獨大的批評。

## 總統制或半總統制
總統制或半總統制國家，行政權由民選總統領導組建政府，與國會互不隸屬，因此多數執政意味著執政黨不僅贏得執政權，同時也掌握了立法權。這樣的形態將對於握有行政權力的總統相當有利，也較不容易面臨政策法案在議會被杯葛、抵制的局面。

## 內閣制
內閣制國家由於政府的組成本身即需要國會多數同意，因此多數派政府在此指的是“單獨取得過半席次的政党或政党联盟”，憑藉其席次上的優勢而足以自行組建政府，而無需透過信任供给來取得執政地位。